# Ahoztar Zelaieta
Ahoztar Zelaieta (Bilbao, 1972) és un periodista d'investigació i criminòleg basc. Els seus principals treballs estan centrats en temes de corrupció i política. És fill de l'escriptor Angel Zelaieta.

## Trajectòria
Zelaieta va formar part dels equips d'investigació del diari Egin i de la revista Ardi Beltza, ambdues clausurades judicialment de forma il·lícita. Més tard treballà a la revista Kale Gorria. Després de la seva desaparició, estudià criminologia i començà a informar a la xarxa social Twitter sobre corrupció, clientelisme i evasió fiscal. Posteriorment publicà el seu primer llibre el 2013, Jóvenes burukides bizkainos.
Actualment treballa com a investigador freelance i alguns dels seus llibres s'han situat entre els més venuts segons el diari El Correo.
Entre les seves línies d'investigació es troben diversos casos d'irregularitats a nivell municipal, la xarxa de prostitució de Guipúscoa, l'anomenat «oasi basc», les rutes d'evasió fiscal a nivell internacional i la trama de corrupció política del Partit Nacionalista Basc en el cas De Miguel.
Afí a l'esquerra abertzale, se li ha retret que no escriu sobre corrupció vinculada a l'esquerra abertzale, a la qual cosa respon que «hi deu haver uns cent periodistes amb un pressupost anual molt alt investigant la corrupció dins d'Euskal Herria Bildu, i jo em dedico als espais buits, on no hi ha ni pressupost ni periodistes treballant-hi».

## Obra publicada
- Jóvenes burukides bizkainos. Clientelismo y "fontanería" en el PNV. Txalaparta, 2013.
- La casta vasca. Mafias y gobierno vasco en la última década. Hincapié, 2014.
- Kutxabank. El saqueo de El País Vasco. Hincapié, 2015.
- Evasores, morosos y millonarios vascos. Hincapié, 2016. ISBN 978-84-939238-4-6.
- Euskadi SA: el gen corrupto del PNV. Hincapié, 2017. ISBN 978-84-939238-5-3.
- La trama del 4%. Las comisiones del Caso De Miguel. Hincapié, 2018.
- Zaldibar: zona cero. Tafalla: Txalaparta, 2020. ISBN 978-84-18252-21-1.[6]